# Ricardo Jorge Ferreira Pinto da Silva
Ricardo Jorge Ferreira Pinto da Silva, noto semplicemente come Ricardo (Azurém, 19 agosto 1980), è un allenatore di calcio ed ex calciatore capoverdiano con cittadinanza portoghese, di ruolo difensore.

## Carriera

### Club
Ha giocato nella prima divisione portoghese ed in quella cinese.

## Palmarès

### Club

#### Competizioni nazionali
- Liga de Honra: 1

Beira-Mar: 2005-2006